# 이브 고든
이브 고든(Eve Gordon, 1960년 6월 25일 ~ )는 미국의 배우, 텔레비전 배우, 영화배우이다.
피츠버그에서 태어났다.

## 영화
- 하트랜드 (2016년)
- 위자 : 저주의 시작 (2016년)
- 아메리칸 호러 스토리 시즌1 (2011년) - 닥터 홀 역
- 퍼블릭 인터레스트 (2008년)
- 그레이 아나토미 시즌4 (2007년) - 메리 역
- 그루지 2 (2006년) - 데일 역
- 미스 에이전트 2: 라스베가스 잠입사건 (2005년)
- 명탐정 몽크 시즌1 (2002년)
- 펠리시티 (1998년)
- 홈 포 크리스마스 (1997년)
- 아빠가 줄었어요 (1997년)
- 하이디의 꿈 (1995년)
- 쇼틀랜드 스트리트 (1992년)
- 여자의 선택 (1992년)
- 파라다이스 (1991년)
- 동행 (1991년)
- 아발론 (1990년)
- 성숙 (1988년)
- 가프 (1982년)